# Donizete Amorim
Anderson Leal de Amorim más conocido como Donizete Amorim (Cacequi, Río Grande del Sur, Brasil, 22 de enero de 1976) es un exfutbolista brasileño. Se desempeñaba en la posición de mediocampista.

## Biografía
Donizete Amorim nació el 22 de enero de 1976 en Belo Horizonte (Brasil). El experimentado jugador defendió a grandes clubes del fútbol brasileño: Vitória, Cruzeiro, Fluminense en 2000, Vila Nova, Paysandu Sport Clube y Juventude. En el extranjero, vistió la camisa del Sporting Cristal.

## Clubes
- Cruzeiro (1993 - 1995)
- Mamoré (1996)
- Cruzeiro (1997 - 1998)
- Vitória (1998 - 1999)
- Cruzeiro (1999 - 2000)
- Fluminense (2000)
- Santa Cruz (2001)
- Atlético Paranaense (2001 - 2002)
- Sporting Cristal (2003)
- Juventude (2003 - 2004)
- Paysandú (2005)
- Vitória (2005)
- Vila Nova (2006)
- América Mineiro (2006 - 2007)
- Ituano (2008)

## Títulos
- Campeonato Mineiro de Futbol (1996)
- Copa Libertadores (1997)